# 有人
| ウィキペディアには「有人」という見出しの百科事典記事はありません（タイトルに「有人」を含むページの一覧/「有人」で始まるページの一覧）。 代わりにウィクショナリーのページ「有人」が役に立つかもしれません。 |